# NVRLND
NVRLND（ネヴァーランド）は、かつて存在した日本の男性ダンスボーカルユニット。
オーディション番組「PRODUCE 101 JAPAN」出身の古屋亮人と、「G-EGG」出身の長橋秀行からなる。グループ名は、ファンからの募集が行われ、「皆さんにとって夢の場所になれるように、そして、いつまでも子供の心を忘れずに夢を持って活動していきたい」という思いが込められ、「NVRLND」の名前に決まった。公式ファンネームは「Fairy（フェアリー）」。

## 来歴

### 2020年
- 4月20日 - 青木聖波、古屋亮人、西尾航暉、岡田武大、髙野慧がユニットを結成。5月29日に無観客ライブを行い、ZAIKOにて配信されることが発表される。[2][3]
- 4月24日 - 公式ファンクラブサイトを開設。[4]
- 5月20日 - 新型コロナウイルスの影響で5月29日の無観客ライブが延期になることが発表される。[5]
- 9月1日 - YouTubeにて初のオンラインイベントを開催。ファンから応募のあったユニット名の中から、「NVRLND」に決定。延期になった公演を、11月7日に行うことを発表。[1][6]
- 10月17日 - 「G-EGG」出身の長橋秀行がメンバーに加入することが発表される。[7]
- 11月7日 - 恵比寿LIQUIDROOMにてNVRLND 1st Showcase ‘The Reunion’が開催される。
- 11月20日 - 公式ウェブサイトを開設。[8]
- 12月21日 - 公式TikTokを開設。初投稿は翌22日。

### 2021年
- 2月27日 - デビューシングル「Starting Line」を発売。
- 3月14日 - オンラインライブ REUNION ―White day 2021 Edition― に出演。
- 4月20日 - 青木聖波、岡田武大、髙野慧、長橋秀行、西尾航暉、古屋亮人の6人がBoulevard株式会社に所属。[9]
- 11月4日 - UTAGE SING! SING! SING!（東京・KeyStudio）に出演。
- 11月12日 - UTAGE SING! SING! SING!（大阪・Takara Osaka）に出演。
- 11月29日 - NVRLND Official Shopを開設。[10]
- 12月1日 - セカンドシングル「Your Rhythm」を発売。
- 12月28日 - 恵比寿CreAtoにてNVRLND 2nd Showcase: Your Rhythm 2021が開催される。

### 2022年
- 3月26日 - 恵比寿CreAtoにてNVRLND 1st Fan Meeting: Forever and a Day 2022が開催される。本公演にて青木聖波、岡田武大、髙野慧の3人が2022年4月30日を以ての卒業を発表。[11]
- 4月7日 - 西尾航暉が2022年4月30日を以ての卒業を発表。[11]
- 4月11日 - 公式ファンクラブサイトのサービス終了が告知される。[12]
- 12月17日 - 同年12月31日を以てのグループの解散を発表。[13]

## メンバー
| 名前                            | 生年月日              | 出身地 | 身長  | 体重 | 血液型 | プロフィール                                                                      | メンバーカラー |
| ------------------------------- | --------------------- | ------ | ----- | ---- | ------ | --------------------------------------------------------------------------------- | -------------- |
| 古屋 亮人 （ふるや あきひと）   | 2001年4月4日（24歳）  | 東京都 | 173cm | 60kg | 不明   | 趣味：ダンス、運動、映画 特技：ダンス（POPPIN）、バスケットボール、ゲーム、ドラム | 赤             |
| 長橋 秀行 （ながはし ひでゆき） | 2000年1月23日（25歳） | 静岡県 | 179cm | 60kg | A      | 特技：ソフトボール、纏 趣味：お菓子作り（作ったお菓子を食べること）、ダーツ       | 黄色           |

### 旧メンバー
| 名前                          | 生年月日              | 出身地 | 身長  | 体重 | 血液型 | メンバーカラー | 備考                                    |
| ----------------------------- | --------------------- | ------ | ----- | ---- | ------ | -------------- | --------------------------------------- |
| 青木 聖波 （あおき まさなみ） | 2001年8月4日（23歳）  | 東京都 | 171cm | 55kg | A      | 緑             | プロダンスチーム「dip BATTLES」で活動中 |
| 西尾 航暉 （にしお こうき）   | 1999年7月31日（25歳） | 北海道 | 173cm | 54kg | AB     | ピンク         |                                         |
| 岡田 武大 （おかだ たけひろ） | 1999年12月3日（25歳） | 愛知県 | 175cm | 55kg | A      | 黒             |                                         |
| 髙野 慧 （たかの あきら）     | 2000年6月20日（25歳） | 東京都 | 177cm | 60kg | A      | 青             |                                         |

## 作品

### シングル
| No. | リリース日    | タイトル      | 形態               | 規格品番   |
| --- | ------------- | ------------- | ------------------ | ---------- |
| 1   | 2021年2月27日 | Starting Line | 特典付き限定生産盤 | BLVD-10004 |
| 1   | 2021年2月27日 | Starting Line | 限定生産盤         | BLVD-10005 |
| 1   | 2021年2月27日 | Starting Line | 通常盤             | BLVD-10006 |
| 2   | 2021年12月1日 | Your Rhythm   | 特典付き限定生産盤 | BLVD-10007 |
| 2   | 2021年12月1日 | Your Rhythm   | 限定生産盤         | BLVD-10008 |
| 2   | 2021年12月1日 | Your Rhythm   | 通常盤             | BLVD-10009 |

## イベント
| 年     | 公演名                                         | 日程     | 会場                   |
| ------ | ---------------------------------------------- | -------- | ---------------------- |
| 2020年 | NVRLND 1st Showcase "The Reunion"              | 11月7日  | 東京 恵比寿 LIQUIDROOM |
| 2021年 | REUNION ―White day 2021 Edition―               | 3月14日  | KT Zepp Yokohama       |
| 2021年 | UTAGE SING! SING! SING!                        | 11月4日  | 東京 新宿 KeyStudio    |
| 2021年 | UTAGE SING! SING! SING!                        | 11月12日 | 大阪 Takara Osaka      |
| 2021年 | NVRLND 2nd Showcase: Your Rhythm 2021          | 12月28日 | 東京 恵比寿 CreAto     |
| 2022年 | NVRLND 1st Fan Meeting: Forever and a Day 2022 | 3月26日  | 東京 恵比寿 CreAto     |